# Percebes (court métrage)
Pour plus de détails, voir Fiche technique et Distribution.
Percebes est un film d'animation de court métrage franco-portugais réalisé par Alexandra Ramires et Laura Gonçalves, sorti en 2024.

## Fiche technique
- Titre original : Percebes
- Réalisation : Alexandra Ramires et Laura Gonçalves
- Scénario : Alexandra Ramires, Laura Gonçalves et Regina Guimarães
- Animation : Inês Teixeira, Joana Teixeira, Leonor Pacheco, Laura Equi et Carolina Bonzinho
- Musique : Nicolas Tricot
- Son :
- Production : David Doutel, Vasco Sá, Edwina Liard et Nidia Santiago
- Sociétés de production : BAP Animation Studio et IKKI Films
- Sociétés de distribution : Agencia Portuguese Short et Metragens CRL
- Pays d'origine :  France et  Portugal
- Langue originale : portugais
- Format : couleur
- Genre : animation
- Durée : 11 minutes 25 secondes
- Dates de sortie :
  - France : 10 juin 2024 (Annecy)

## Distinctions
- Festival international du film d'animation d'Annecy 2024 : Cristal du court métrage.